# Cancienes

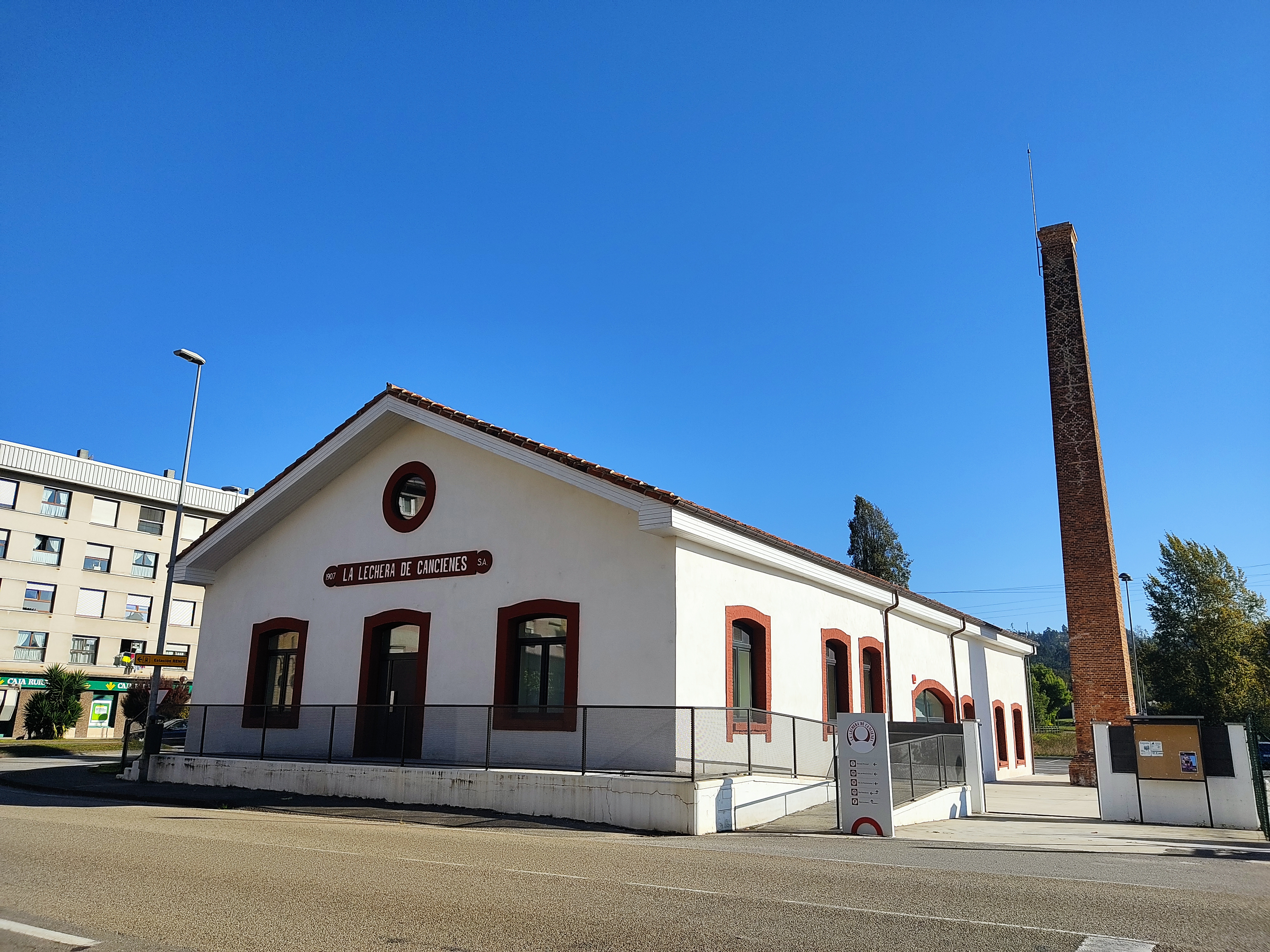
Lechera de Cancienes.

Cancienes es una parroquia del concejo asturiano de Corvera, España, y un lugar de dicha parroquia.
La parroquia tiene una población de 1.784 habitantes (INE 2009) repartidos en 692 viviendas (2001) y 11,75 km². En esta parroquia se encuentra la capital del concejo, Nubledo. Su templo parroquial está dedicado a Santa María.
El territorio de la parroquia es atravesado por los ríos Pielgo y Alvares.
El lugar de Cancienes se encuentra a una altitud de 50 m y dista 1,10 km de Nubledo. Tiene una población de 1.215 habitantes y dispone de una estación de ferrocarril.

## Poblaciones
Según el nomenclátor de 2009, la parroquia comprende las poblaciones de:
- El Acebo (oficialmente, en asturiano, L'Acebo) (casería);
- Aguilero (Aguilero/Guilero) (casería);
- Bango (aldea);
- Barredo (Barreo) (casería);
- La Cabaña (casería);
- El Cabañón (lugar);
- Camina (lugar);
- Campo la Vega (El Campu la Vega) (casería);
- Cancienes (lugar);
- Fuentecaliente (Fontecaliente) (casería);
- La Menudera (casería);
- El Monte (casería);
- Mora (lugar);
- Moriana (aldea);
- Nubledo (Nubledo/Nubleo) (lugar);
- Núñez (Nuña) (lugar);
- La Pedrera (casería);
- La Picosa (casería);
- El Portazgo (El Portazgo/El Portalgo) (lugar);
- La Rebollada (casería); y
- Taújo (Taújo/Taúxu) (aldea).